# Muceno
Muceno è una frazione geografica del comune di Porto Valtravaglia, in Provincia di Varese, posta nell'entroterra a nordest del centro abitato, sull'altipiano verso Brezzo di Bedero.

## Storia
Muceno fu un antico comune del Milanese. Per lungo tempo, a partire dal XIII secolo, fu legato alla nobile famiglia Sessa, dimorante a Ticinallo e a Sala presso Brezzo di Bedero, la quale deteneva il giuspatronato sulla Chiesa di S. Giorgio.
Registrato agli atti del 1751 come un borgo di soli 90 abitanti, nell'ambito delle riforme amministrative di stampo illuministico dell'Imperatrice Maria Teresa assorbì la località di Ticinallo, e nel 1786 Muceno con Ticinallo entrò per un quinquennio a far parte dell'effimera Provincia di Varese, per poi cambiare continuamente i riferimenti amministrativi nel 1791, nel 1798 e nel 1799.
Alla proclamazione del Regno d'Italia nel 1805 risultava avere 218 abitanti. Nel 1809 il municipio fu soppresso su risultanza di un regio decreto di Napoleone che lo annesse a Bedero, ma il Comune di Muceno fu tuttavia ripristinato con il ritorno degli austriaci. Nel 1853 risultò essere popolato da 356 anime, scese a 343 nel 1871. La vicinanza delle più attive località costiere del Verbano continuò nel tempo ad attrarre abitanti, tanto che nel 1921 a Muceno si registrarono 322 residenti. Fu così che nel 1928 il regime fascista decise di sopprimere il comune, unendolo questa volta a Porto Valtravaglia.